# Petis

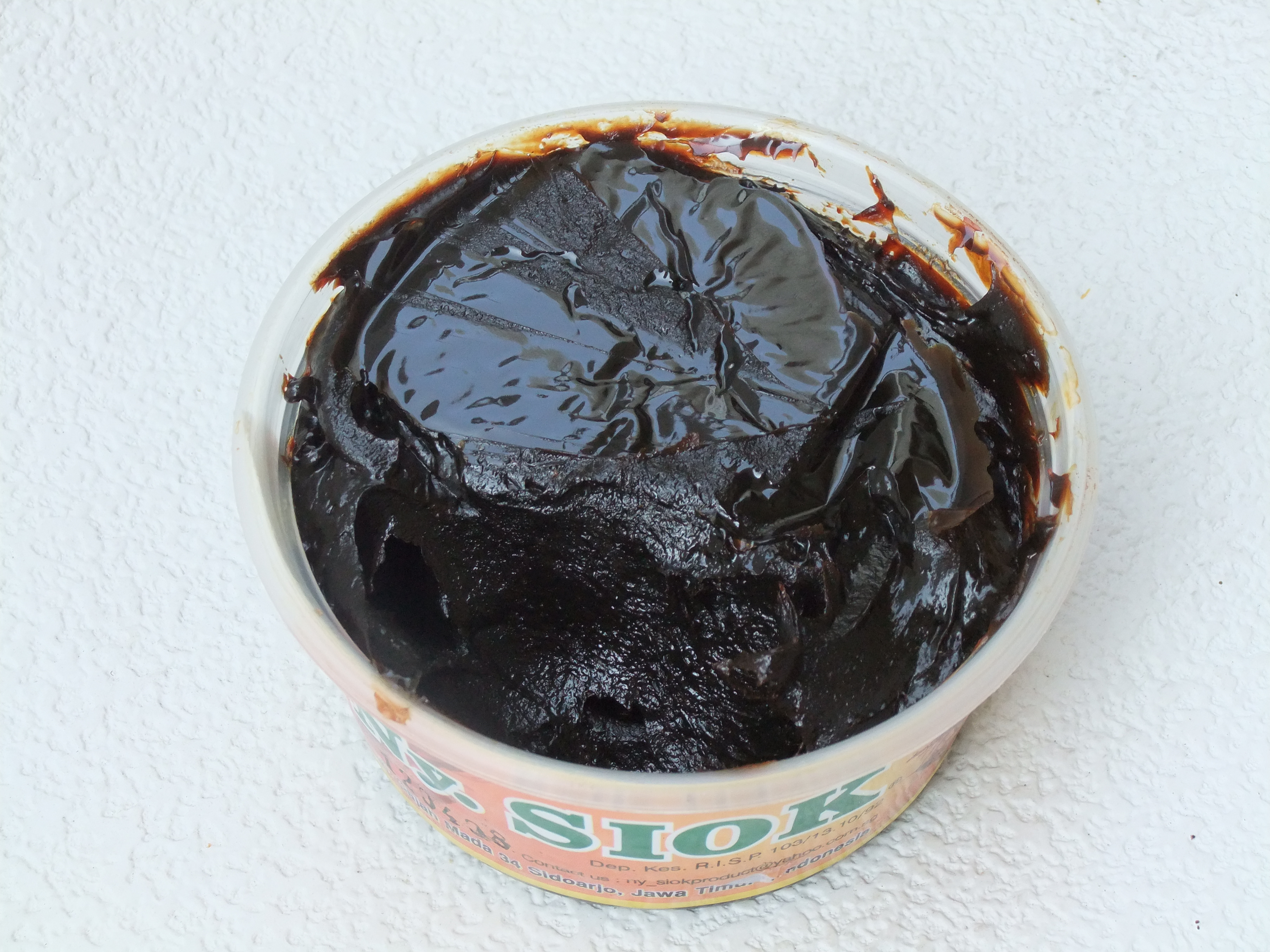
Petis udang

Petis of petis udang is een zwarte garnalenpasta die qua textuur wat weg heeft van  appelstroop. Het is gemaakt van garnalen, zout, suiker, water en meel.
In Indonesië wordt het vooral in de Oost-Javaanse keuken gebruikt, vaak samen met een wortelkruid genaamd temu kunci. Ook in Maleisië is petis bekend; daar wordt het ook wel heiko genoemd.
Petis udang moet niet worden verward met de Filipijnse patis, een heldere vissaus zoals de Thaise Nam Pla. 
In Indonesië is Petis Udang een oud huismiddeltje om wratten te verwijderen. Door de wrat in te smeren met petis en af te plakken met een pleister zou de wrat na een week verdwenen moeten zijn.
In andere talen:
- Chinees: hay koh.